# Przejście graniczne Barwinek-Vyšný Komárnik
Przejście graniczne Barwinek-Vyšný Komárnik – polsko-słowackie drogowe przejście graniczne położone w województwie podkarpackim, w powiecie krośnieńskim, w gminie Dukla, w miejscowości Barwinek, zlikwidowane w 2007.

## Opis
Przejście graniczne Barwinek-Vyšný Komárnik jedno z największych przejść na południowej granicy Polski, położone było przy drodze krajowej nr 19 i trasie europejskiej E371. Dopuszczony był ruch osobowy, towarowy i mały ruch graniczny. Czynne przez całą dobę z miejscem odprawy granicznej po stronie polskiej w miejscowości Barwinek. Kontrolę graniczną osób, towarów oraz środków transportu kolejno wykonywała: Graniczna Placówka Kontrolna Straży Granicznej w Barwinku, Placówka Straży Granicznej w Barwinku.
11 grudnia 2007 w bułgarskim tirze odkryto rekordowy przemyt substancji psychotropowej (wartość ok. 2 mln zł).
21 grudnia 2007 na mocy układu z Schengen przejście graniczne zostało zlikwidowane.
Od lipca 2009 w budynkach byłego przejścia granicznego Barwinek-Vysni Komarnik funkcjonuje Polsko-Słowackie Centrum Współpracy Służb Policyjnych i Celnych w Barwinku. Głównym zadaniem Centrum jest gromadzenie i szybka wymiana informacji istotnych dla zapewnienia bezpieczeństwa i porządku publicznego Polski i Słowacji, a także koordynowanie wspólnych działań w terenie np. pościgów transgranicznych. Funkcjonariusze Bieszczadzkiego Oddziału SG pełnią w Centrum służbę wspólnie z funkcjonariuszami Komendy Wojewódzkiej Policji w Rzeszowie, Podkarpackiego Urzędu Celno-Skarbowego w Przemyślu, Komendy Wojewódzkiej Policji w Preszowie (Słowacja) oraz Kryminalnego Urzędu Finansowego Republiki Słowackiej.

### Przejścia graniczne z Czechosłowacją
W okresie istnienia Czechosłowackiej Republiki Socjalistycznej funkcjonowały w tym miejscu polsko-czechosłowackie przejścia graniczne:
- małego ruchu granicznego Barwinek-Vyšný Komárnik – II kategorii. Zostało utworzone 13 kwietnia 1960[5]. Czynne było w godz. 8.00–19.00 w środy, soboty i niedziele. Dopuszczony był ruch osób i środków transportu w związku z użytkowaniem gruntów[6]. Odprawę graniczną i celną wykonywały organy Wojsk Ochrony Pogranicza[7]. Kontrolę graniczną osób, towarów oraz środków transportu wykonywała Placówka WOP Barwinek.
- Barwinek – drogowe (lata 60. XX wieku). Dopuszczony był ruch osobowy turystyczny. Czynne w godz. 7.00–19.00 w okresie letnim (maj–październik)[8]. Kontrolę graniczną osób, towarów i środków transportu wykonywała Placówka WOP Barwinek.
- Barwinek – drogowe, czynne całą dobę. Dopuszczony był ruch osobowy, towarowy[9] i od 28 grudnia 1985 mały ruch graniczny I kategorii[10][11]. Kontrolę graniczną osób, towarów i środków transportu wykonywała  Graniczna Placówka Kontrolna Barwinek.

W II RP istniało polsko-czechosłowackie przejście graniczne Barwinek-Krajna Poljana (miejsce przejściowe po drogach ulicznych), na drodze celnej Barwinek (polski urząd celny Barwinek) – V. Komarnik – Krajna Poljana (czechosłowacki urząd celny Krajna Poljana). Dopuszczony był mały ruch graniczny. Przekraczanie granicy odbywało się na podstawie przepustek: jednorazowych, stałych i gospodarczych.

## Galeria

Przejście graniczne Barwinek-Vyšný Komárnik
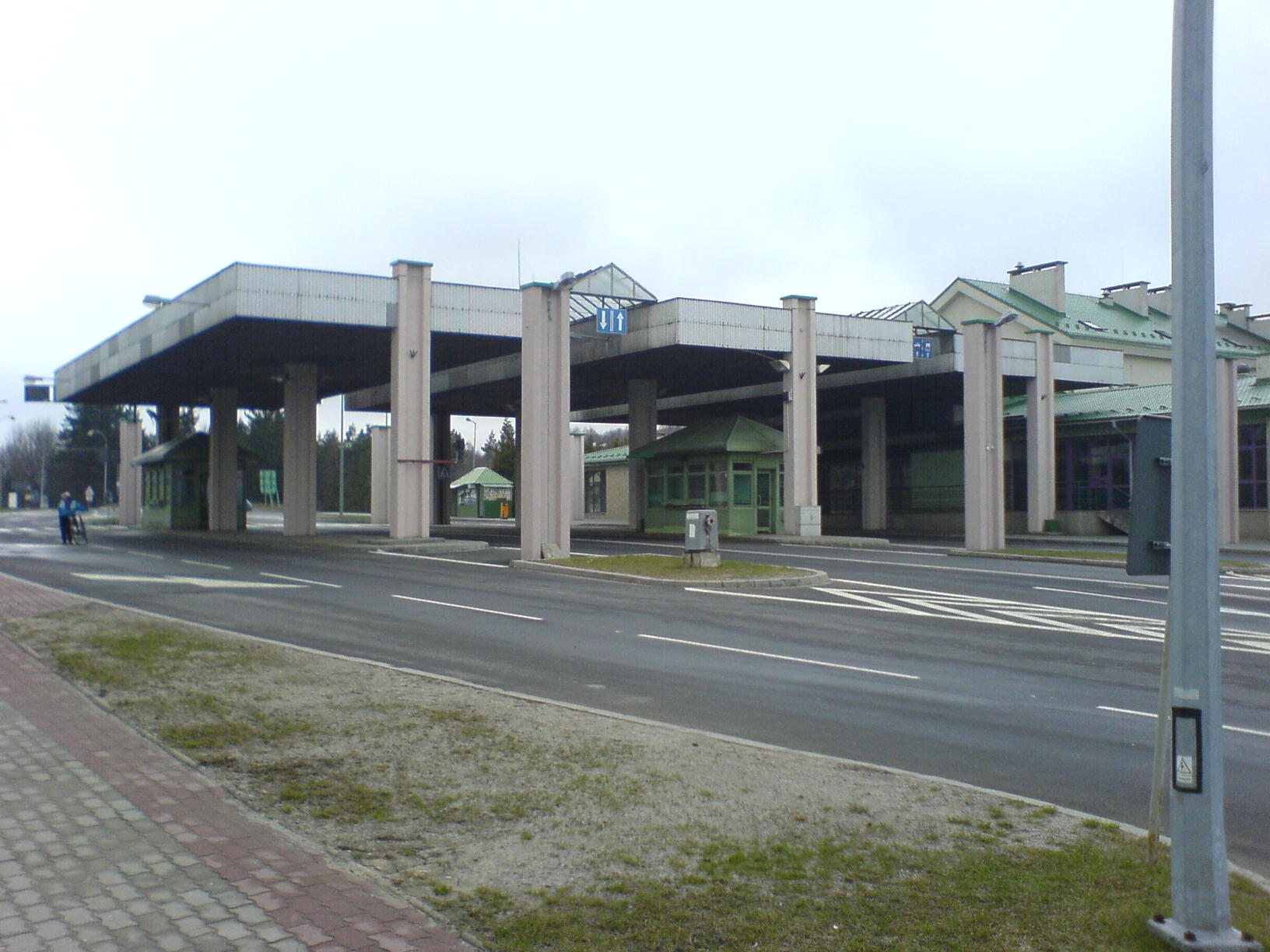
Widok od strony polskiej (kwiecień 2008)
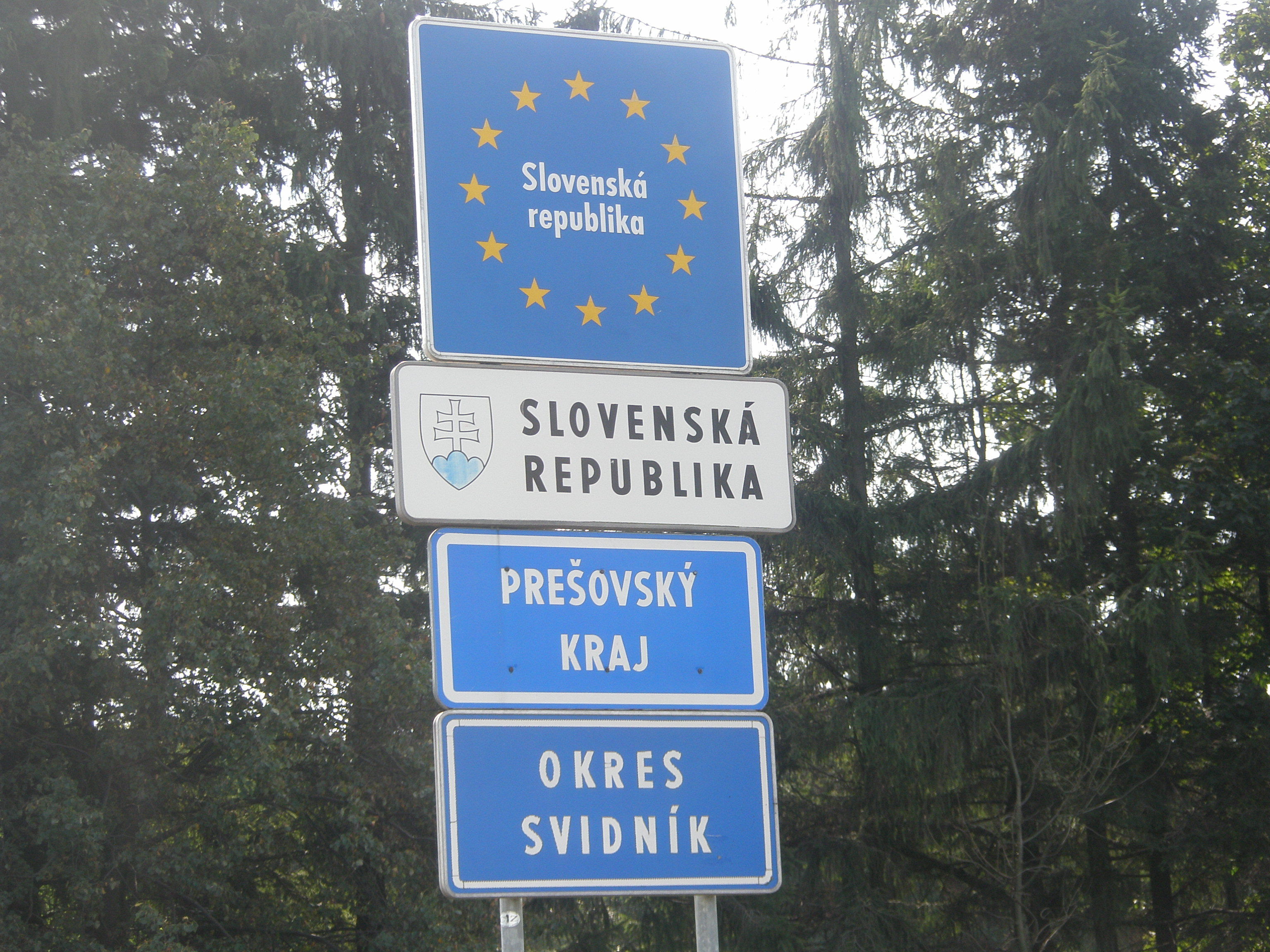
Znaki informacyjne na przejściu granicznym (wrzesień 2009)
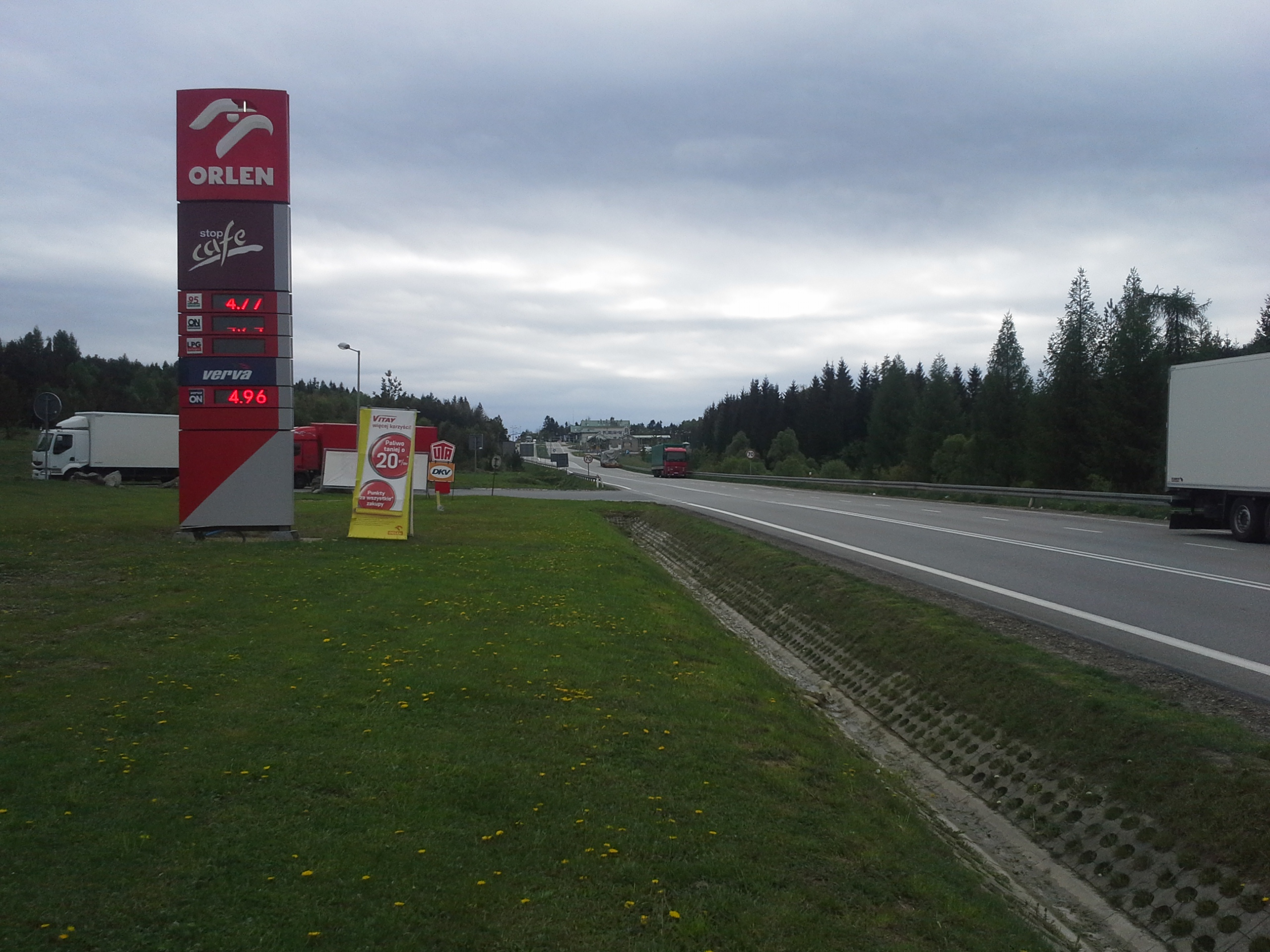
(maj 2015)